# Yodo-gawa
Le fleuve Yodo (淀川, Yodo-gawa), également appelé Seta-gawa (瀬田川|) et Uji-gawa (宇治川), sur certaines portions de son cours, est le principal fleuve de la préfecture d'Osaka dans l'île de Honshū, au Japon. Sa source se trouve au lac Biwa, dans la préfecture de Shiga.
Elle est désignée Japan Heritage en 2015. 

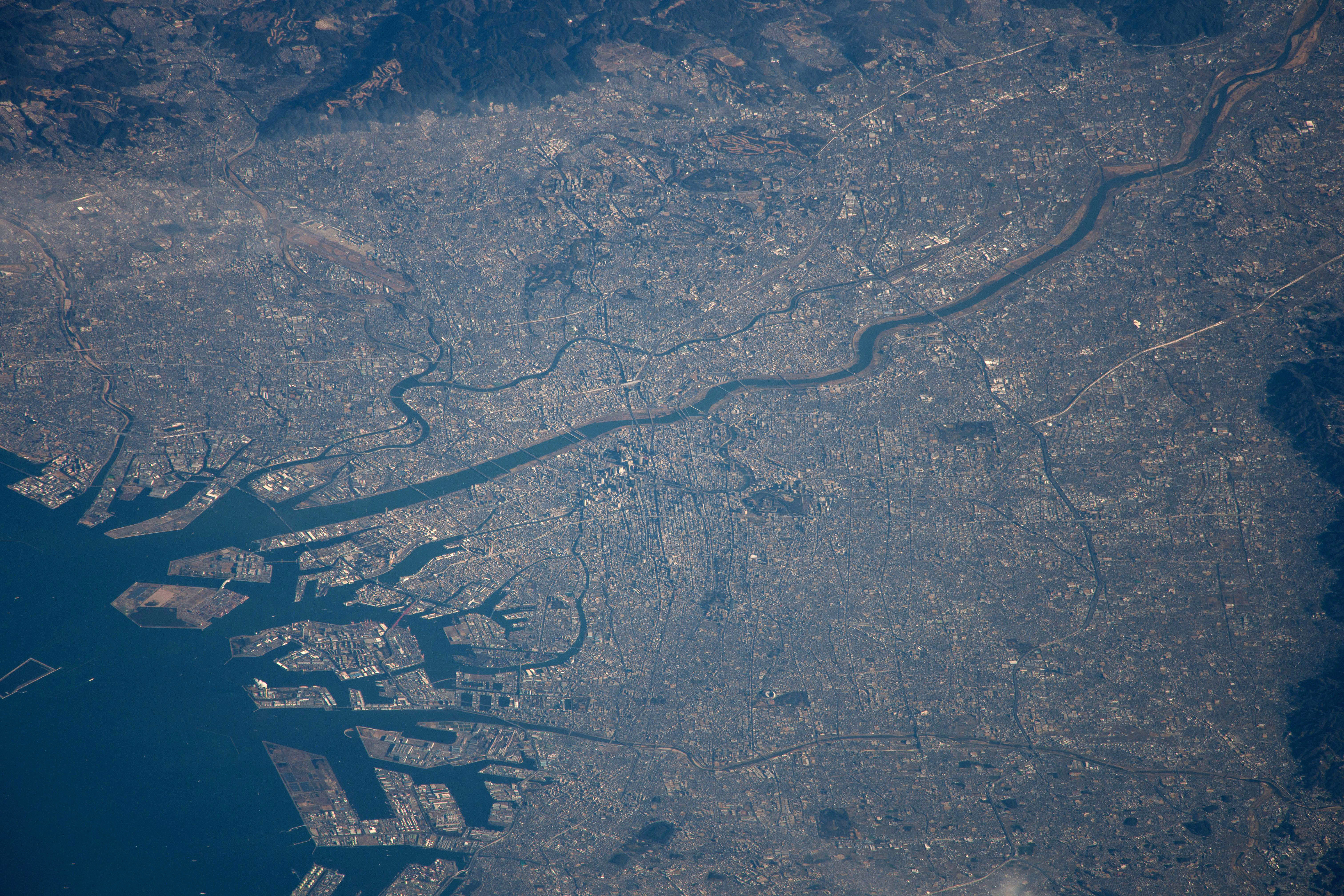
Photo aérienne de l'embouchure de la Yodo-gawa dans la baie d'Osaka (2014).

## Uji-gawa

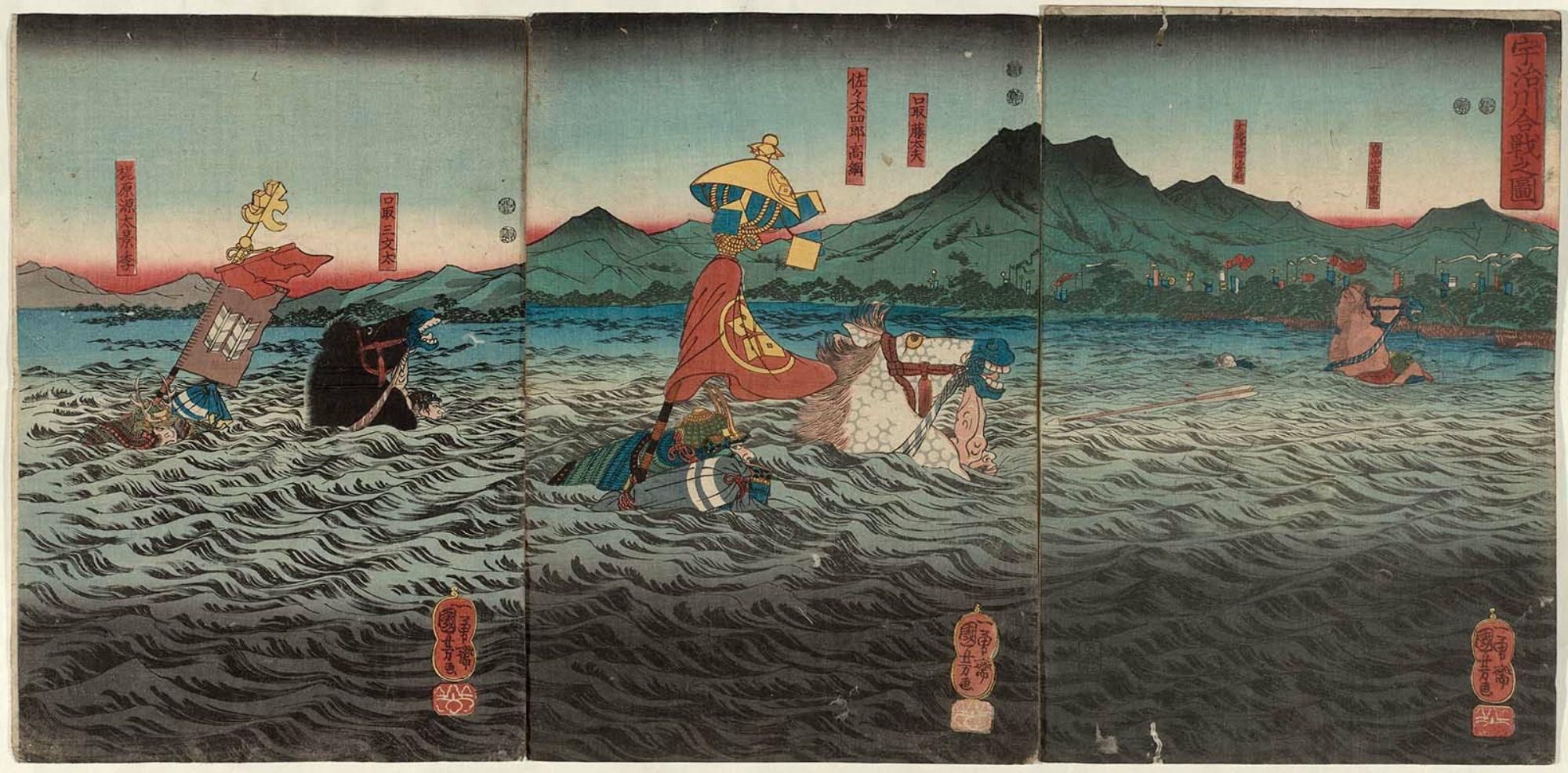
Kajiwara Kagesue, Sasaki Takatsuna et Hatakeyama Shigetada se précipitant pour traverser le fleuve Uji avant la seconde bataille d'Uji, représentés dans une estampe d'Utagawa Kuniyoshi.

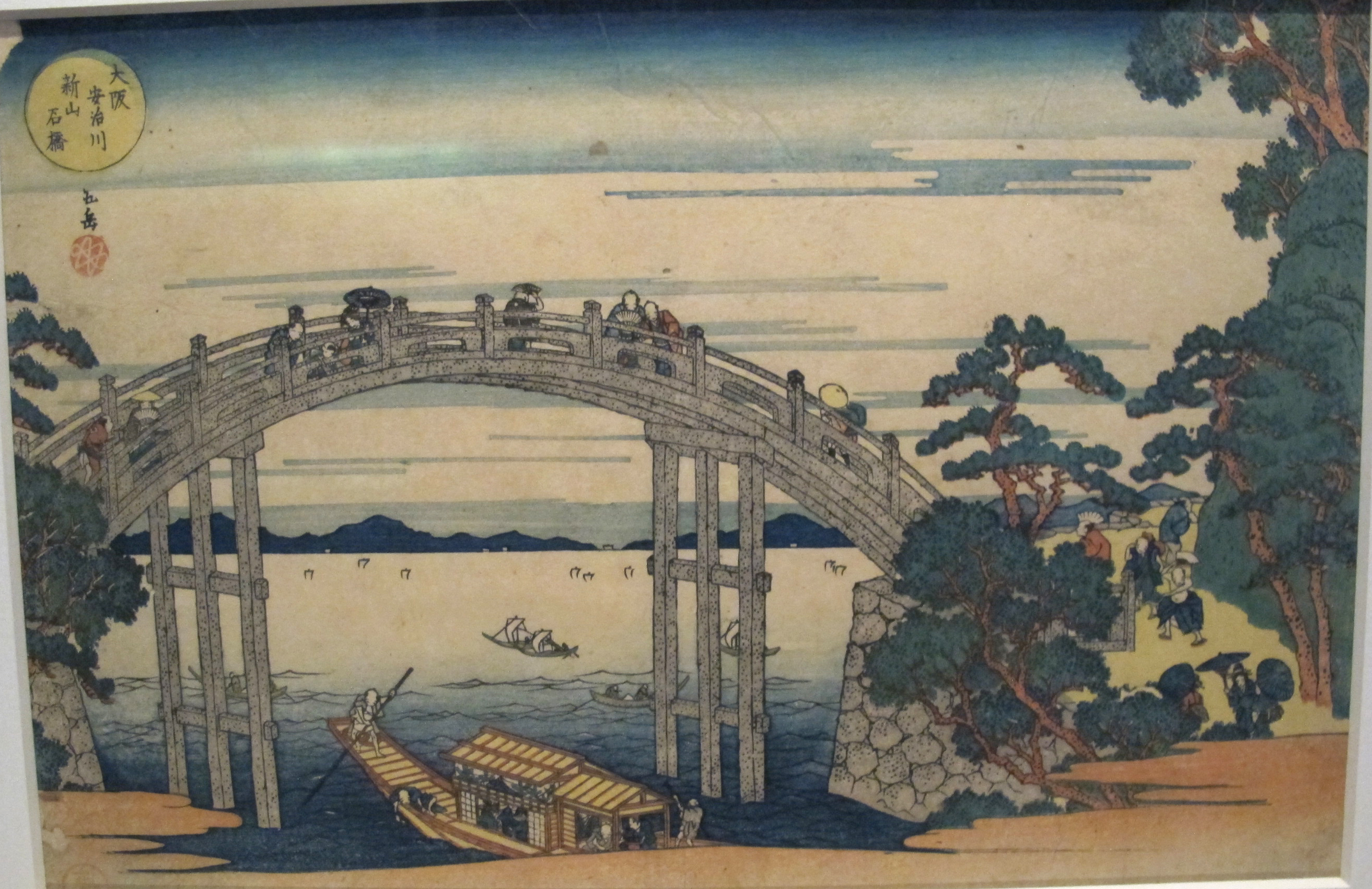
Yashima Gakutei, Pont sur la rivière Uji près de la colline Tenpō.

Le fleuve Uji, ou fleuve Yodo dans la préfecture de Kyoto, est un lieu de pêche populaire au cours de l'été et en automne.
L'Uji-gawa occupe une place importante dans ce qui est appelé les « chapitres Uji » du Dit du Genji, roman écrit par Murasaki Shikibu, une femme de la noblesse japonaise, au début du XIe siècle.

## Transport fluvial

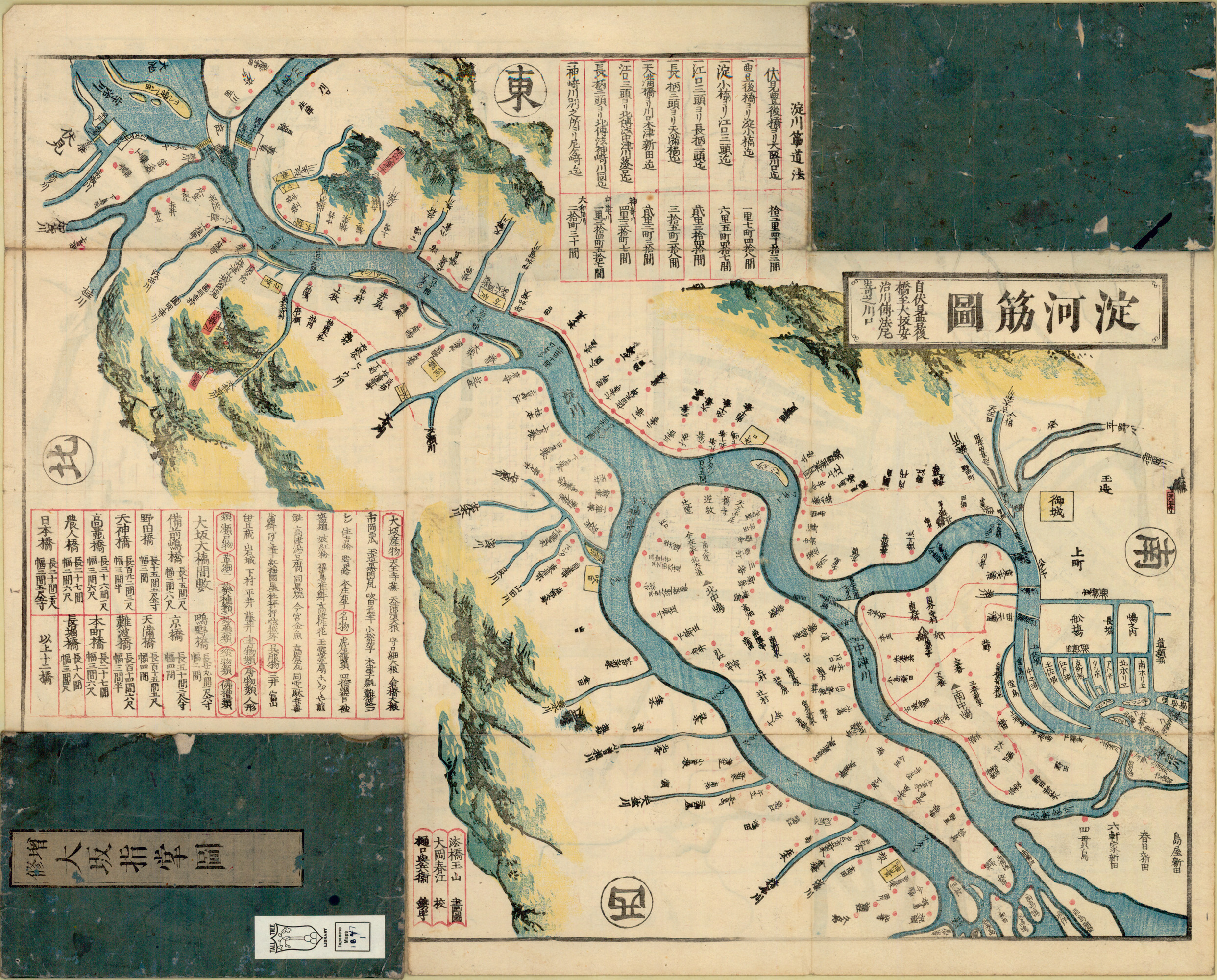
Carte de la Yodo-gawa entre Osaka et Fushimi (1847) (le nord est à gauche et Osaka dans le coin inférieur droit).

Le choix du site de Kyoto, à l'époque de Heian comme capitale (Heian-kyo), a été en partie retenu en raison de la présence de la rivière Yodo tournée vers Osaka, et de son débouché sur la mer intérieure de Seto[réf. nécessaire].
Le fleuve a joué un rôle très important pour les déplacements et le transport de marchandises entre Osaka et Kyoto, jusqu’à l’arrivée des premiers trains dans les années 1870. Ainsi, en 1858, on estime que 50 bateaux de tous types, par jour, transportaient environ 1 500 personnes d'Osaka à Fushimi. Au XIXe siècle, un voyage en bateau à vapeur entre Osaka et Fushimi pouvait prendre 12 heures.